# Odette Gagnon
Odette Gagnon est une actrice québécoise née à Montréal en 1943 et morte le 9 juillet 2024.

## Biographie
Odette Gagnon participe à de nombreuses pièces de théâtre ainsi qu'à quelques films et télé-théâtres. Ses rôles sont principalement centrés sur l'univers de Michel Tremblay (en particulier dans Les Belles-Sœurs, pièce pour laquelle elle fait partie de la création en 1968) ou des cinéastes Jean-Claude Labrecque et André Brassard. Elle écrit aussi quelques pièces pour le théâtre. Parmi celles-ci, il faut retenir La nef des sorcières, œuvre féministe qu’elle coécrit en 1976 avec, notamment, Marthe Blackburn, Marie-Claire Blais et Luce Guilbeault.
Elle meurt le 9 juillet 2024 à l'âge de 81 ans,.

## Filmographie
- 1970 : En pièces détachées (téléthéâtre) (téléthéâtre basé sur la pièce de Michel Tremblay) : chanteuse du trio des « Aurores Sisters »
- 1971 : La Nuit de la poésie 27 mars 1970 de Jean-Claude Labrecque
- 1972 : Françoise Durocher, waitress d'André Brassard - l'une des Françoise Durocher

## Théâtre
- 1968 : Les Belles-Sœurs de Michel Tremblay, mise en scène d'André Brassard - rôle de Linda Lauzon, fille de Germaine
- 1969 : Les Belles-Sœurs de Michel Tremblay, mise en scène d'André Brassard - rôle de Linda Lauzon, fille de Germaine
- 1969 : Wouf Wouf d’Yves Sauvageau, mise en scène de Claude Godin - rôle inconnu
- 1969 – 1970 : Voyage (ou Bon, qu'est-ce qu'on fait maintenant ?) de Reynald Bouchard, Marc Hébert, Véronique Le Flaguais, Armand Labelle et Odette Gagnon, mise en scène de Jean-Pierre Ronfard (Théâtre du Nouveau Monde) - rôle inconnu
- 1970 : Si Aurore m’était contée deux fois de Jean-Claude Germain, mise en scène de Jean-Claude Germain
- 1971 : Opération-théâtre de Gilles Marsolais, mise en scène de Roland Laroche, Théâtre Denise-Pelletier
- 1972 : Elle s’appelait Création d’Odette Gagnon, mise en scène de Jean-Luc Bastien
- 1972 : Aujourd'hui, peut-être de Serge Sirois, mise en scène de Paul Buissonneau - rôle de Jacqueline
- 1973 : Les Belles-Sœurs de Michel Tremblay, mise en scène d'André Brassard - rôle de Marie-Ange Brouillette
- 1974 : Bonjour, là, bonjour de Michel Tremblay, mise en scène d'André Brassard - rôle de Nicole
- 1976 : La nef des sorcières d’Odette Gagnon, Marthe Blackburn, Marie-Claire Blais, Luce Guilbeault, Pol Pelletier et France Théoret, mise en scène de Luce Guilbeault, Théâtre du Nouveau Monde
- 1976 : Faut pas se laisser faire de Reiner Lücker (adaptation québécoise d’Odette Gagnon), mise en scène de Marie-Francine Hébert
- 1977 – 1978 : La Vie à trois étages d’Yves Dagenais, Gilbert David, Daniel Meilleur, Monique Rioux et Odette Gagnon, mise en scène de Gilbert David et Odette Gagnon - rôle inconnu
- 1980 : Lectures (1er Festival de créations de femmes) d’Odette Gagnon, Jovette Marchessault et d’un collectif de femmes, mise en scène du collectif, Théâtre Expérimental des Femmes
- 1982 : Amour à vendre de Lise Roy, mise en scène d’Odette Gagnon, Théâtre du Trillium
- 1983 : La mappe (3e Festival de créations de femmes) d’Odette Gagnon, mise en scène d’Odette Gagnon et Marthe Mercure, Théâtre Expérimental des Femmes
- 1985 – 1986 : Les nouveaux rapports… où ça ? de Louisette Dussault, René-Daniel Dubois, Robert Lalonde et Odette Gagnon, mise en scène de Louisette Dussault, Théâtre La Licorne